# ザ・ラグビーチャンピオンシップ2021
ザ・ラグビーチャンピオンシップ2021（2021 Rugby Championship、2021 TRC）は、2021年8月から10月にかけて開催された 南半球4か国のナショナルチームによる「ザ・ラグビーチャンピオンシップ」の第9回大会。主催はSANZAAR。北半球6か国代表によるシックス・ネイションズと並ぶ、強豪国リーグである。

## 概要
出典
相手国3チームと2試合ずつ、計6試合を行い、勝ち点で順位を決める。
前回（2020年大会）は、新型コロナウイルス感染症の世界的流行により、南アフリカ共和国代表（スプリングボクス）が南アフリカ政府による渡航制限を受け参加できなかった。今回は2年ぶりの4か国参加となる。

### 新型コロナウイルス感染症の影響
依然として新型コロナウイルス感染症流行による制限が残っていたため、対戦のほとんどはオーストラリアで行われ、他に、南アフリカで2試合、ニュージーランドで開幕戦1試合が行われるのみとなった。
開幕11日前の2021年8月3日、ニュージーランド政府による制限のため、会場の変更が発表された。ニュージーランドでの開幕戦会場は、感染対策のため、当初予定のスカイ・スタジアム（34,500人収容）から、5万人以上の収容能力を持つイーデン・パークに変更された。
第2ラウンドにおいて、ニュージーランド代表（オールブラックス）の渡航制限のため、オーストラリアで行われる8月28日の対戦を 9月5日に延期した。
2021年8月24日、第3ラウンドから第6ラウンドまでの8試合すべてが、オーストラリアのクイーンズランド州で開催されることが発表された。
ニュージーランドとオーストラリアとの間で競われるトロフィー「ブレディスローカップ」は、当初3試合で行われる予定だった。大会1週間前の対戦と、開幕日の対戦で、ニュージーランドが2勝し、ニュージーランドのブレディスローカップ保持が確定した。感染対策によるニュージーランドの渡航規制により、最終的に2試合に縮小され、3試合目は行われなかった。

## 新ルールの導入
この大会では、以下のような新ルールが導入された。
- 50:22（フィフティ・トゥエンティトゥ） - 自陣から蹴ったボールが敵陣22mラインを超えて間接的に（フィールド内でバウンドしてから）タッチラインの外に出るキックは、キックをしたチーム（マイボール）のラインアウトとなる[11]。
- ゴールライン・ドロップアウト - 自陣インゴール内で、敵側のノックオンなどでトライが失敗した場合などでは、自陣ゴールラインから攻められていた側によるドロップキックで再開する[12]。かつての「ゴール前5メートルスクラムによる再開」は無くなった。
- 20分レッドカード - 重大な反則ではないレッドカードは、20分退出の後、試合に復帰できる[13]。

## 戦績
出典
| 順位 | 国               | 勝敗   | 勝敗 | 勝敗     | 勝敗 | 得点 | 得点 | 得点     | 3トライ差以上を獲得 ボーナス ポイント | 7点差以内の敗戦 ボーナス ポイント | 勝ち点 合計 |
| 順位 | 国               | 試合数 | 勝ち | 引き分け | 負け | 得点 | 失点 | 得失点差 | 3トライ差以上を獲得 ボーナス ポイント | 7点差以内の敗戦 ボーナス ポイント | 勝ち点 合計 |
| ---- | ---------------- | ------ | ---- | -------- | ---- | ---- | ---- | -------- | ------------------------------------- | --------------------------------- | ----------- |
| 1    | ニュージーランド | 6      | 5    | 0        | 1    | 218  | 104  | +114     | 4                                     | 1                                 | 25          |
| 2    | オーストラリア   | 6      | 4    | 0        | 2    | 160  | 163  | -3       | 2                                     | 0                                 | 18          |
| 3    | 南アフリカ共和国 | 6      | 3    | 0        | 3    | 152  | 128  | +24      | 1                                     | 2                                 | 15          |
| 4    | アルゼンチン     | 6      | 0    | 0        | 6    | 60   | 195  | –135     | 0                                     | 0                                 | 0           |

勝ち点の合計で優勝を競う。勝ち4点、引き分け2点、負け0点。相手より3トライ以上多く獲得で1点、7点差以内の負けで1点。

### 優勝・2国間トロフィー
| 優勝                       | ニュージーランド | 18回目 | 1996年トライネイションズからの通算             |                                         |
| ブレディスローカップ       | ニュージーランド |        | オーストラリアとニュージーランドとの対戦の勝者 | 2021年8月14日の対戦で決定               |
| マンデラチャレンジプレート | オーストラリア   |        | 南アフリカとオーストラリアとの対戦の勝者       | 2試合のうち、2試合目2021年9月18日に決定 |
| フリーダムカップ           | ニュージーランド |        | 南アフリカとニュージーランドとの対戦の勝者     | 2試合のうち、1試合目2021年9月25日に決定 |
| ピューマトロフィー         | オーストラリア   |        | アルゼンチンとオーストラリアとの対戦の勝者     | 2試合のうち、1試合目2021年9月25日に決定 |
| ウドゥン・スプーン         | アルゼンチン     | 8回目  | 最下位に与えられる不名誉な称号                 |                                         |

## 対戦詳細

### Round 1
| 2021年8月14日 19:05 NZST (UTC+12) | (1 BP) ニュージーランド | 57–22    | オーストラリア                                                                                                   | イーデン・パーク, オークランド, ニュージーランド 観客数: 25,121人 レフリー: Brendon Pickerill (ニュージーランド) |
| 2021年8月14日 19:05 NZST (UTC+12) | トライ: イオアネ 3' c レタリック 23' c サヴェア 32' c テイラー (2) 46' c, 59' m リース 53' c ジョーダン 64' c ハヴィリ 80+2' c コンバート: モウンガ (5/6) 5', 24', 34', 47', 54' Bバレット (2/2) 65', 80+3' PK: マッケンジー (1/1) 52' | レポート | トライ: ケラウェイ (2) 7' m, 68' c マクダーモット 39' c コンバート: Lolesio (2/3) 69', 40' PK: Lolesio (1/1) 30' | イーデン・パーク, オークランド, ニュージーランド 観客数: 25,121人 レフリー: Brendon Pickerill (ニュージーランド) |

特記事項:
- ニュージーランドは、オーストラリアに対して最多得点を記録。これまでの記録は2017年の54点。
- ニュージーランドは、この1週間前（2021年8月7日）にオーストラリアに33-25で勝利。この大会で2勝目となり、当初3試合で競われる予定だったブレディスローカップを守った。最終的に、ブレディスローカップ3試合目は行われなかった[8]。

| 2021年8月14日 17:05 SAST (UTC+02) | (1 BP) 南アフリカ共和国 | 32–12    | アルゼンチン                            | ネルソン・マンデラ・ベイ・スタジアム, ポート・エリザベス, 南アフリカ共和国 観客数: 無観客開催のため0人 レフリー: アンドリュー・ブライス (アイルランド) |
| 2021年8月14日 17:05 SAST (UTC+02) | トライ: ライナー 14' c Fassi 18' m ヘンドリクセ 78' m コンバート: Eヤンチース (1/2) 15' PK: Eヤンチース (5/5) 2', 23', 37', 47', 58' | レポート | PK: サンチェス (4/4) 17', 35', 40', 43' | ネルソン・マンデラ・ベイ・スタジアム, ポート・エリザベス, 南アフリカ共和国 観客数: 無観客開催のため0人 レフリー: アンドリュー・ブライス (アイルランド) |

### Round 2
| 2021年8月21日 17:05 SAST (UTC+02) | アルゼンチン                                                                     | 10–29    | 南アフリカ共和国 | ネルソン・マンデラ・ベイ・スタジアム, ポート・エリザベス, 南アフリカ共和国 観客数: 無観客開催のため0人 レフリー: Karl Dickson (イングランド) |
| 2021年8月21日 17:05 SAST (UTC+02) | トライ: マテーラ 80+5' c コンバート: サンチェス (1/1) 80+5' PK: Miotti (1/3) 24' | レポート | トライ: マピンピ 45' c マークス 51' c コンバート: ポラード (2/2) 46', 52' PK: ポラード (5/5) 10', 17', 22', 29', 32' | ネルソン・マンデラ・ベイ・スタジアム, ポート・エリザベス, 南アフリカ共和国 観客数: 無観客開催のため0人 レフリー: Karl Dickson (イングランド) |

| 2021年9月5日 （8月28日開催予定分） 14:00 AWST (UTC+08) | オーストラリア                                                                                               | 21–38    | ニュージーランド (1 BP) | パース・スタジアム, パース, オーストラリア 観客数: 52,724人 レフリー: Damon Murphy (オーストラリア) |
| 2021年9月5日 （8月28日開催予定分） 14:00 AWST (UTC+08) | トライ: ファインガア 49' c ホワイト 65' c バンクス 78' c コンバート: Lolesio (1/1) 50' ホッジ (2/2) 66', 79' | レポート | トライ: Jバレット 16' c ハヴィリ (2) 39' m, 60' m ジョーダン 54' m ライナートブラウン 68' m ブリッジ 71' m コンバート: Bバレット (1/4) 17' PK: Bバレット (2/2) 8', 14' | パース・スタジアム, パース, オーストラリア 観客数: 52,724人 レフリー: Damon Murphy (オーストラリア) |

特記事項:
- ジョーディ・バレット（ニュージーランド）は、国際大会で20分レッドカードを受けた最初の選手となった。

### Round 3
| 2021年9月12日 17:05 AEST (UTC+10) | (1 BP) ニュージーランド | 39–0     | アルゼンチン | ロビーナ・スタジアム, ゴールドコースト, オーストラリア レフリー: ニック・ベリー (オーストラリア) |
| 2021年9月12日 17:05 AEST (UTC+10) | トライ: Rイオアネ 9' c リース 36' m パパリイ 40+2' c ジェーコブソン (2) 45' c, 69' c コンバート: Bバレット (1/2) 10' Jバレット (3/3) 40+4', 47', 69' PK: Bバレット (1/1) 33' Jバレット (1/1) 77' | レポート |              | ロビーナ・スタジアム, ゴールドコースト, オーストラリア レフリー: ニック・ベリー (オーストラリア) |

特記事項:
- 有観客で実施されたが、観客数の詳細が不明。

| 2021年9月12日 20:05 AEST (UTC+10) | (1 BP) 南アフリカ共和国                                                                                           | 26–28    | オーストラリア                                                                                                | ロビーナ・スタジアム, ゴールドコースト, オーストラリア 観客数: 15,191人 レフリー: ルーク・ピアース (イングランド) |
| 2021年9月12日 20:05 AEST (UTC+10) | トライ: ンボナンビ 27' m マークス (2) 58' c, 71' m コンバート: ポラード (1/2) 59' PK: ポラード (3/5) 5', 11', 45' | レポート | トライ: ケラウェイ 16' c コンバート: クーパー (1/1) 17' PK: クーパー (7/7) 7', 13', 32', 40', 52', 62', 80+1' | ロビーナ・スタジアム, ゴールドコースト, オーストラリア 観客数: 15,191人 レフリー: ルーク・ピアース (イングランド) |

特記事項:
- 会場がシドニー・クリケット・グラウンドから変更された。

### Round 4
| 2021年9月18日 17:05 AEST (UTC+10) | (1 BP) オーストラリア | 30–17    | 南アフリカ共和国                                         | サンコープ・スタジアム, ブリスベン, オーストラリア 観客数: 40,000人 レフリー: Matthew Carley (イングランド) |
| 2021年9月18日 17:05 AEST (UTC+10) | トライ: イキタウ (2) 13' m, 20' c コロインベテ (2) 61' c, 67' m コンバート: クーパー (2/4) 22', 63' PK: クーパー (2/2) 28', 50' | レポート | トライ: アム 41' m PK: ポラード (4/4) 17', 26', 31', 37' | サンコープ・スタジアム, ブリスベン, オーストラリア 観客数: 40,000人 レフリー: Matthew Carley (イングランド) |

特記事項:
- オーストラリアがマンデラチャレンジプレートを獲得。

| 2021年9月18日 20:05 AEST (UTC+10) | アルゼンチン                                                                           | 13–36    | ニュージーランド (1 BP) | サンコープ・スタジアム, ブリスベン, オーストラリア 観客数: 38,215人 レフリー: ヤコ・ペイパー (南アフリカ共和国) |
| 2021年9月18日 20:05 AEST (UTC+10) | トライ: ボフェッリ 52' c コンバート: ボフェッリ (1/1) 53' PK: ボフェッリ (2/2) 8', 44' | レポート | トライ: トゥイプロトゥ 5' c ペレナラ 26' c ヴァアイ (2) 40' c, 78' c タウケイアホ 46' m コンバート: Jバレット (4/5) 6', 28', 40', 78' PK: Jバレット (1/1) 13' | サンコープ・スタジアム, ブリスベン, オーストラリア 観客数: 38,215人 レフリー: ヤコ・ペイパー (南アフリカ共和国) |

特記事項:
- ニュージーランドはラグビー世界ランキング1位の座を奪還した。

### Round 5
| 2021年9月25日 17:05 AEST (UTC+10) | ニュージーランド                                                                               | 19–17    | 南アフリカ共和国 (1 BP)                                   | en:North Queensland Stadium, タウンズビル, オーストラリア 観客数: 25,000人 レフリー: ルーク・ピアース (イングランド) |
| 2021年9月25日 17:05 AEST (UTC+10) | トライ: ジョーダン 3' c コンバート: Jバレット (1/1) 4' PK: Jバレットt (4/4) 31', 36', 61', 78' | レポート | トライ: ンコシ 6' m PK: ポラード (4/4) 11', 14', 58', 67' | en:North Queensland Stadium, タウンズビル, オーストラリア 観客数: 25,000人 レフリー: ルーク・ピアース (イングランド) |

特記事項:
- 両国間の100回目の対戦。
- ニュージーランドがフリーダムカップを獲得。
- 会場がフォーサイス・バー・スタジアムから変更された。

| 2021年9月25日 20:05 AEST (UTC+10) | オーストラリア | 27–8     | アルゼンチン                                        | en:North Queensland Stadium, タウンズビル , オーストラリア 観客数: 23,184人 レフリー: Matthew Carley (イングランド) |
| 2021年9月25日 20:05 AEST (UTC+10) | トライ: ホッジ 5' c ケレビ 19' c ケラウェイ 69' c コンバート: クーパー (2/2) 7', 19' オコーナー (1/1) 71' PK: クーパー (1/1) 32' オコーナー (1/1) 60' | レポート | トライ: モントージャ 43' m PK: ボフェッリ (1/3) 21' | en:North Queensland Stadium, タウンズビル , オーストラリア 観客数: 23,184人 レフリー: Matthew Carley (イングランド) |

特記事項:
- オーストラリアがピューマトロフィーを保持。
- 会場がニューカッスル国際スポーツセンターから変更された。

### Round 6
| 2021年10月2日 17:05 AEST (UTC+10) | アルゼンチン                                                                                     | 17–32    | オーストラリア (1 BP) | ロビーナ・スタジアム, ゴールドコースト, オーストラリア 観客数: 20,441人 レフリー: ヤコ・ペイパー (南アフリカ共和国) |
| 2021年10月2日 17:05 AEST (UTC+10) | トライ: ガジョ (2) 62' c, 71' c コンバート: ボフェッリ (2/2) 62', 71' PK: ボフェッリ (1/1) 40+2' | レポート | トライ: ファインガア 26' m ケラウェイ (3) 33' c, 53' c, 57' m ケレビ 42' m コンバート: クーパー (2/5) 34', 55' PK: クーパー (1/1) 10' | ロビーナ・スタジアム, ゴールドコースト, オーストラリア 観客数: 20,441人 レフリー: ヤコ・ペイパー (南アフリカ共和国) |

特記事項:
- オーストラリアは、ザ・ラグビーチャンピオンシップで初めて4試合勝利。テストマッチとしては2017年以来の4連勝。
- 会場がキャンベラ・スタジアムから変更された。

| 2021年10月2日 20:05 AEST (UTC+10) | 南アフリカ共和国 | 31–29    | ニュージーランド (1 BP)                                                                                                  | ロビーナ・スタジアム, ゴールドコースト, オーストラリア 観客数: 20,441人 レフリー: Matthew Carley (イングランド) |
| 2021年10月2日 20:05 AEST (UTC+10) | トライ: デアレンデ 5' m マピンピ 51' m PK: ポラード (4/5) 11', 23', 40', 44' Eヤンチース (2/2) 57', 80+2' ドロップ: Eヤンチース (1/1) 76' | レポート | トライ: リース 12' m サヴェア 27' c ウェバー 32' m コンバート: Jバレット (1/3) 28' PK: Jバレット (4/4) 8', 66', 75', 78' | ロビーナ・スタジアム, ゴールドコースト, オーストラリア 観客数: 20,441人 レフリー: Matthew Carley (イングランド) |

Notes:
- 当初の会場は、ニュージーランドのイーデン・パークだった。

## 放送
- WOWOW - 「南半球4カ国対抗戦 ザ・ラグビーチャンピオンシップ2021」[14]